# Pont Mindaugas
El Pont Mindaugas (en lituà: Mindaugo tiltas) és una pont que creua el riu Neris i connecta Zirmunai elderate amb el nucli antic de Vílnius, la capital de Lituània. El pont porta el nom de Mindaugas, un rei de Lituània, i va ser inaugurat el 2003 durant les celebracions del 750 aniversari de la coronació de Mindaugas. El pont fa 101 metres (331 peus) de llarg i 19,7 metres (65 peus) d'ample.